# 出口剛司
出口 剛司（でぐち たけし、1969年 - ）は、日本の社会学者。東京大学大学院人文社会系研究科教授。

## 人物・経歴
大阪府生まれ。1993年一橋大学社会学部卒業。また在学中経済学部のゼミに潜り込み、資本論なども勉強した。卒業後は、指導教官の佐藤毅の定年が近く、東京大学の社会心理学か社会学のどちらに行くべきか相談し、社会学を薦められ、1996年東京大学大学院人文社会系研究科社会文化研究専攻修士課程修了、修士（社会学）。2001年同博士課程単位取得退学。同年博士（社会学）。大学院では庄司興吉ゼミで指導を受けた。
2001年立命館大学産業社会学部助教授。2005年フランクフルト大学社会研究所客員研究員。2007年立命館大学産業社会学部准教授。2008年明治大学情報コミュニケーション学部准教授。2011年東京大学大学院人文社会系研究科准教授。2020年より東京大学大学院人文社会系研究科教授。1999年、日本社会学史学会奨励賞受賞。関東社会学会理事、日本社会学理論学会理事、日本社会学史学会理事、NPO法人国立人文研究所監事兼講師。

## 著書

### 単著
- 『エーリッヒ・フロム：希望なき時代の希望』新曜社、2002年
- 『大学4年間の社会学が10時間でざっと学べる』KADOKAWA、2019年

### 共著
- 『躍動するコミュニティ : マイノリティの可能性を探る』晃洋書房、2008年
- 『コミュニケーションスタディーズ入門』大修館書店、2011年
- 『よくわかる社会学史』ミネルヴァ書房、2011年
- 『〈私〉をひらく社会学 : 若者のための社会学入門』大月書店、2014年
- 『社会の解読力 文化編 : 生成する文化からの反照』新曜社、2022年